# Jørundgard Middelaldersenter
Jørundgard Middelaldersenter et frilandsmuseum i Sel kommune, Norge, der er bygget op som en middelaldergård. Den blev opført til indspilningerne af filmen Kransen i 1994, baseret på Sigrid Undsets roman om Kristin Lavransdatter.
Gården består af 16 huse og en kopi af en stavkirke. Den ligger tæt ved E6 i Nord-Sel, ca. 15 km nord for Otta i Gudbrandsdalen. I samme område ligger Nord-Sel Kirke, hvor statuen af Kristin Lavransdatter er placeret. Pilgrimsrutn som blev åbnet i 1997 går forbi gården. Gården har faste dage håndværk som lafting, smedning, vævning, bagning og lignende. I husene er der udstillet rekvisitter fra filmindspilningen. Der er også en del husdyr, bl.a. skotsk højlandskvæg, får, vildsvin og høns.
Der er guidede ture på området. Når juni slutter og juli ebgynder fejres Kristindagene, med teateropsætning af Kristin Lavransdatter, Kransen og konserten Balladenatt på gården. Senere på sommeren arrangeres dansefestivalen og flere koncerter. Fra 2011-2019 er forestillingen Kristin Lavransdatter på Jørundgard, med manus af Svein Gundersen på baggrund af Undsets romaner, blevet opført.